# Psurze
Psurze – wieś w Polsce położona w województwie łódzkim, w powiecie kutnowskim, w gminie Krzyżanów.
W latach 1975–1998 miejscowość administracyjnie należała do województwa płockiego. 
W Psurzu urodził się Ludwik Wilkoński, kanonik płocki i spowiednik Św. Faustyny Kowalskiej. W Psurzu zmarł kompozytor Roman Orłow.